# John Sawbridge
John Sawbridge, né en 1732 et mort à Londres le 21 février 1795,, est un homme politique britannique, maire de Londres et conjointement député à la Chambre des communes. Connu pour son radicalisme, il est décrit par Horace Walpole comme un homme intègre et vertueux mais assez peu éloquent, respecté par ses pairs mais manquant d'influence à leur encontre.

## Biographie
Il est issu d'une famille aisée. Son grand-père Jacob Sawbridge est l'un des directeurs de la Compagnie des mers du Sud, et député. La famille possède de grands domaines fonciers dans le Kent et dans le Middlesex. En novembre 1763, John Sawbridge épouse Mary Bridgeman, fille de baronet. Elle décède deux mois plus tard, et il épouse en secondes noces Anne Stephenson en 1766. Le couple aura trois fils et une fille. Ces deux mariages accroissent sa fortune personnelle. Il devient partenaire de l'entreprise de distillerie de son beau-père Sir William Stephenson, qui est également conseiller municipal à Londres.
Il songe à se présenter à une élection législative partielle en 1763, comme candidat favorable au nouveau gouvernement whig du premier ministre George Grenville, mais y renonce et soutient la candidature de Sir Brook Bridges. Il se présente aux élections législatives de 1768, dans la circonscription de Hythe dans le Kent, contre le député sortant George Sackville. Soutenu par le gouvernement whig de William Pitt l'Ancien, il est élu. Le Parlement s'assemble le 14 novembre, et John Sawbridge se prononce contre l'interdiction faite au radical John Wilkes de siéger. Il prend ainsi le contrepoint du gouvernement. Avec entre autres John Glynn et John Horne Tooke, il cofonde la « Société des gentlemen soutenant la Déclaration des droits », qui fait campagne pour les droits civiques de John Wilkes et finance les imprimeurs qui impriment des tracts favorables aux libertés civiques.
En 1769, il est élu shérif de Londres et du Middlesex, s'étant présenté sous des couleurs pro-Wilkes (radicales). Peu après, il est élu au conseil municipal du ward londonien de Langbourn. Il continue de siéger conjointement comme député de Hythe. En qualité de shérif du Middlesex, il y préside aux élections législatives, et déclare à cinq reprises l'élection de John Wilkes comme député. Wilkes n'est jamais autorisé de siéger à la Chambre, et Sawbridge est menacé de représailles par le gouvernement. Sawbridge se brouille néanmoins avec Wilkes en 1771, ce dernier ayant exigé d'utiliser à des fins personnelles et prioritaires l'argent collecté par la Société des gentlemen, que Sawbridge quitte en conséquence,.
En 1771, John Sawbridge introduit à la Chambre des communes une proposition de loi pour réduire la durée des législatures, afin que les citoyens puissent se prononcer régulièrement sur la conduite de leurs élus. La proposition est rejetée par les deux tiers des députés votants. Il la soumet ensuite à nouveau chaque année à la Chambre, sans succès. Partiellement réconcilié avec John Wilkes, il se présente comme candidat wilkite dans la circonscription de Londres aux élections législatives de 1774, faisant campagne notamment pour des législatures plus courtes et pour l'introduction d'une obligation pour les députés de prêter serment contre la corruption. Il est élu. En 1775, il succède à John Wilkes comme maire de Londres, tout en restant député de la capitale. Sa principale mesure comme maire (1775-1776) est d'interdire à Londres la pratique de l'enrôlement de force d'hommes pour la Marine. Au Parlement, il attaque avec virulence le gouvernement de Frederick North, l'accusant de dilapider l'argent public, et de corruption. Il s'oppose également à l'usage de la force contre les rebelles en Amérique du nord, lorsque éclate en 1775 le conflit armé qui deviendra la guerre d'indépendance des États-Unis. Sous l'influence de sa sœur Catharine Macaulay, il se rapproche de positions républicaines.
Il perd son siège de député aux élections législatives de 1780, battu par John Kirkman. Son successeur décède toutefois le jour-même du scrutin, entraînant deux mois plus tard une élection partielle que John Sawbridge remporte. Il est par la suite réélu en 1784 (de justesse) et en 1790, conservant son siège de député jusqu'à sa mort. Au début des années 1780, il est « foxite », partisan du whig Charles James Fox, ministre des Affaires étrangères. À la demande des citoyens de sa circonscription, Sawbridge vote toutefois contre la proposition de Fox de nationaliser la Compagnie britannique des Indes orientales en 1783. En 1784, il est à l'initiative de la mise en place d'une commission parlementaire pour une réforme du modèle de représentation parlementaire, la représentation des différentes parties du pays étant très inégale. La commission n'aboutit toutefois à rien, et il s'en désolidarise. En 1789, il se prononce contre une abolition totale de la traite des esclaves, jugeant l'idée peu pragmatique. Atteint de paralysie trois ans avant sa mort, il demeure député mais est beaucoup moins actif. Il décède en février 1795, à sa résidence à Portman Square à Londres, et est inhumé à l'église du village de Wye, dans le Kent,.